# Danh sách chương truyện Thám tử lừng danh Conan – Bộ đặc biệt
Danh sách này không đầy đủ, bạn cũng có thể giúp mở rộng danh sách.
Thám Tử Lừng Danh Conan – Bộ Đặc Biệt (名探偵コナン特別編 Meitantei Conan Tokubetsuhen) là manga ngoại truyện bao gồm các truyện ngắn được vẽ bởi các trợ lý của tác giả Gosho Aoyama, trong đó người vẽ chính là Yamgishi. Các tập của bộ truyện được xuất bản dưới nhãn hiệu Ladybug Comics của nhà xuất bản Shogakukan. Các seri được phát hành trong các tập của bộ đặc biệt không liên quan đến cốt truyện của tập truyện tranh chính.
Sau đây là danh sách các tập và chương truyện của Thám tử lừng danh Conan – Bộ Đặc Biệt.

## Danh sách
| - 1. Người đàn ông bí ẩn (消えた男 Kieta Otoko) - 2. Bắt cóc (誘拐 Yūkai) - 3. Vở diễn cuối cùng (殺意 Satsui) - 4. Cơn đau tim đột ngột (突然死 Totsuzenshi) - 5. Ngôi nhà ma (幽霊ビル Yūrei Biru) - 6. Quân bài bí mật (切り札 Kirifuda) - 7. Vụ cướp ngân hàng (銀行強盗 Ginkō Gōtō) - 8. Đạo chích Nero (名画泥棒 Meiga Dorobō) - 9. Hạ độc (毒殺 Dokusatsu) |

| - 10. Phục thù (復習 Fukushū) - 11. Sợi dây giết người (遠隔操作 Enkaku Sōsa) - 12. Kẻ đào tẩu (ひき逃げ Hikinige) - 13. Con ma phóng hỏa (放火魔 Hōka Ma) - 14. Vụ scandal cuối cùng (役者 Yakusha) - 15. Bằng chứng ngoại phạm (アリバイ Aribai) - 16. Bắt cóc (誘拐 Yūkai) - 17. Hung khí (凶器 Kyōki) |

| - 18. - 19. - 20. - 21. - 22. - 23. - 24. - 25. - 26. - 27. |

| - 28. - 29. - 30. - 31. - 32. - 33. - 34. - 35. - 36. - 37. - 38. |

| - 39. - 40. - 41. - 42. - 43. - 44. - 45. - 46. - 47. - 48. - 49. - 50. - 51. - 52. |

| - 53. - 54. - 55. - 56. - 57. - 58. - 59. - 60. - 61. |

| - 62. - 63. - 64. - 65. - 66. - 67. - 68. - 69. - 70. - 71. - 72. - 73. - 74. - 75. |

| - 76. - 77. - 78. - 79. - 80. - 81. - 82. - 83. - 84. - 85. - 86. |

| - 87. - 88. - 89. - 90. - 91. - 92. - 93. - 94. - 95. - 96. |

| - 97. - 98. - 99. - 100. - 101. - 102. - 103. - 104. - 105. - 106. - 107. - 108. |

| - 109. - 110. - 111. - 112. - 113. - 114. - 115. - 116. - 117. - 118. |

| - 119. - 120. - 121. - 122. - 123. - 124. - 125. - 126. - 127. - 128. - 129. |

| - 130. - 131. - 132. - 133. - 134. - 135. - 136. - 137. - 138. - 139. - 140. - 141. - 142. - 143. |

| - 144. - 145. - 146. - 147. - 148. - 149. - 150. - 151. - 152. - 153. - 154. |

| - 155. - 156. - 157. - 158. - 159. - 160. - 161. - 162. - 163. - 164. - 165. - 166. |

| - 167. - 168. - 169. - 170. - 171. - 172. - 173. - 174. - 175. - 176. - 177. - 178. |

| - 179. - 180. - 181. - 182. - 183. - 184. - 185. - 186. - 187. - 188. - 189. - 190. |

| - 191. - 192. - 193. - 194. - 195. - 196. - 197. - 198. - 199. - 200. - 201. - 202. - 203. - 204. |

| - 205. - 206. - 207. - 208. - 209. - 210. - 211. - 212. - 213. - 214. |

| - 215. - 216. - 217. - 218. - 219. - 220. - 221. - 222. - 223. - 224. - 225. - 226. |

| - 227. - 228. - 229. - 230. - 231. - 232. - 233. - 234. - 235. - 236. - 237. - 238. |

| - 239. - 240. - 241. - 242. - 243. - 244. - 245. - 246. - 247. - 248. |

| - 249. - 250. - 251. - 252. - 253. - 254. - 255. - 256. - 257. - 258. - 259. - 260. |

| - 261. - 262. - 263. - 264. - 265. - 266. - 267. - 268. - 269. - 270. - 271. - 272. |

| - 273. - 274. - 275. - 276. - 277. - 278. - 279. - 280. - 281. - 282. - 283. |

| - 284. - 285. - 286. - 287. - 288. - 289. - 290. - 291. - 292. - 293. - 294. - 295. |

| - 296. - 297. - 298. - 299. - 300. - 301. - 302. - 303. - 304. - 305. |

| - 306. - 307. - 308. - 309. - 310. - 311. - 312. - 313. |

| - 314. - 315. - 316. - 317. - 318. - 319. - 320. - 321. - 322. - 323. - 324. - 325. |

| - 326. - 327. - 328. - 329. - 330. - 331. - 332. - 333. - 334. - 335. - 336. - 337. |

| - 338. - 339. - 340. - 341. - 342. - 343. - 344. - 345. - 346. - 347. - 348. - 349. |

| - 350. - 351. - 352. - 353. - 354. - 355. - 356. - 357. - 358. - 359. - 360. - 361. |

| - 362. - 363. - 364. - 365. - 366. - 367. - 368. - 369. - 370. - 371. - 372. - 373. |

| - 374. - 375. - 376. - 377. - 378. - 379. - 380. - 381. - 382. - 383. - 384. - 385. |

| - 386. - 387. - 388. - 389. - 390. - 391. - 392. - 393. - 394. - 395. - 396. - 397. |

| - 398. - 399. - 400. - 401. - 402. - 403. - 404. - 405. - 406. - 407. - 408. - 409. |

| - 410. - 411. - 412. - 413. - 414. - 415. - 416. - 417. - 418. - 419. - 420. - 421. |

| - 422. - 423. - 424. - 425. - 426. - 427. - 428. - 429. - 430. - 431. - 432. |

| - 433. - 434. - 435. - 436. - 437. - 438. - 439. - 440. - 441. - 442. - 443. - 444. |

| - 445. - 446. - 447. - 448. - 449. - 450. - 451. - 452. - 453. - 454. - 455. - 456. |

| - 457. - 458. - 459. - 460. - 461. - 462. - 463. - 464. - 465. - 466. - 467. |

| - 468. - 469. - 470. - 471. - 472. - 473. - 474. - 475. - 476. - 477. - 478. |

| - 479. - 480. - 481. - 482. - 483. - 484. - 485. - 486. - 487. - 488. - 489. |

| - 490. - 491. - 492. - 493. - 494. - 495. - 496. - 497. - 498. - 499. - 500. |

| - 501. - 502. - 503. - 504. - 505. - 506. - 507. - 508. - 509. - 510. - 511. |

| - 512. - 513. - 514. - 515. - 516. - 517. - 518. - 519. - 520. - 521. - 522. |

| - 523. - 524. - 525. - 526. - 527. - 528. - 529. - 530. - 531. - 532. - 533. - 534. |

| - 535. - 536. - 537. - 538. - 539. - 540. - 541. - 542. - 543. - 544. - 545. |

| - 546. - 547. - 548. - 549. - 550. - 551. - 552. - 553. - 554. - 555. |

Đây là một danh sách chưa hoàn chỉnh. Bạn có thể giúp Wikipedia .